# Thomas B. Cooke
Thomas Burrage Cooke (* 21. November 1778 in Wallingford, Connecticut; † 20. November 1853 in Catskill, New York) war ein US-amerikanischer Jurist und Politiker. Zwischen 1811 und 1813 vertrat er den Bundesstaat New York im US-Repräsentantenhaus.

## Werdegang
Thomas Burrage Cooke wurde während des Unabhängigkeitskrieges in Wallingford geboren und wuchs dort auf. Er zog um 1802 nach New York und ließ sich in Catskill nieder. Dort ging er kaufmännischen Geschäften nach.
Als Gegner einer zu starken Zentralregierung schloss er sich der von Thomas Jefferson gegründeten Demokratisch-Republikanischen Partei an. Bei den Kongresswahlen des Jahres 1810 wurde Cooke im fünften Wahlbezirk von New York in das US-Repräsentantenhaus in Washington, D.C. gewählt, wo er am 4. März 1811 die Nachfolge von Barent Gardenier antrat. Er schied nach dem 3. März 1813 aus dem Kongress aus.
Cooke wurde 1813 zum Präsidenten der späteren Catskill National Bank gewählt. Am 2. September 1818 legte er den Eid (oath) zum Friedensrichter ab. 1823 ging er dem Wassertransportgeschäft (water freighting business) nach und war in der Landwirtschaft tätig. Er gehörte  am 19. April 1830 zu den Gründungsmitgliedern der Catskill & Canajoharie Railway. Dann saß er in den Jahren 1838 und 1839 in der New York State Assembly. Er verstarb am 20. November 1853 in Catskill und wurde auf dem Catskill Village Cemetery beigesetzt.